# Погрібці
Погрі́бці — село в Україні, у Зборівській міській громаді Тернопільського району Тернопільської області. Розташоване на річці Стрипа, на заході району. До 2016 - центр сільської ради, якій були підпорядковані села Калинівка і Красне. 
Населення — 318 осіб (2007).

## Історія
Перша писемна згадка — 1494.
Діяли «Просвіта», «Рідна школа» та інші товариства, кооператива.
12 червня 2020 року, відповідно до розпорядження Кабінету Міністрів України № 724-р «Про визначення адміністративних центрів та затвердження територій територіальних громад Тернопільської області» увійшло до складу Зборівської міської громади.
19 липня 2020 року, в результаті адміністративно-територіальної реформи та ліквідації Зборівського району, село увійшло до складу Тернопільського району.

## Населення

### Мова
Розподіл населення за рідною мовою за даними перепису 2001 року:
| Мова       | Кількість | Відсоток |
| ---------- | --------- | -------- |
| українська | 323       | 99.69%   |
| російська  | 1         | 0.31%    |
| Усього     | 324       | 100%     |

## Пам'ятки
Є церква святого священномученика Йосафата (1994, мур.).

## Соціальна сфера
Працює торговельний заклад.

## Відомі люди
- Андріїшин Андрій — український спортсмен.

## Галерея

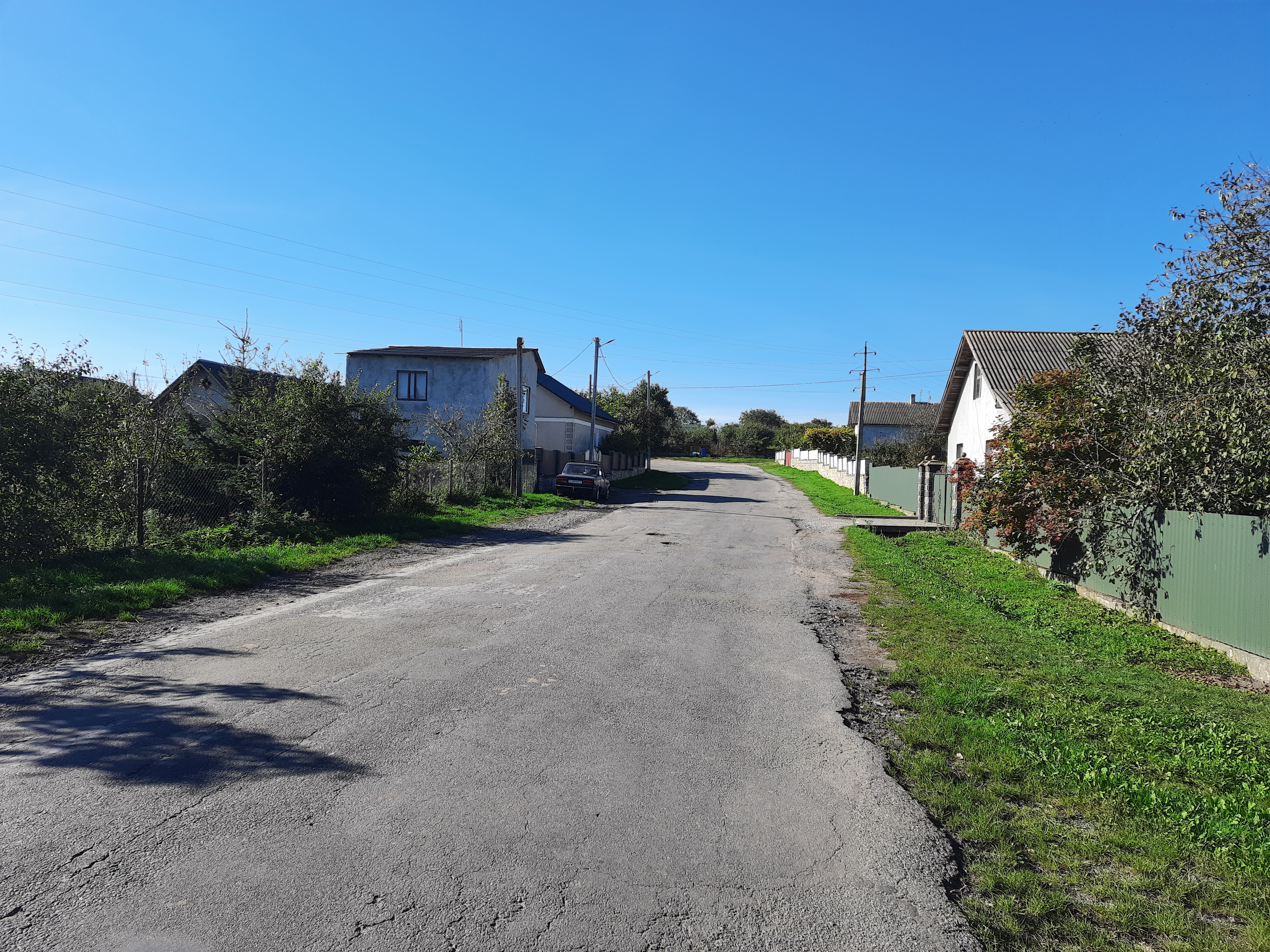
Сільська вулиця
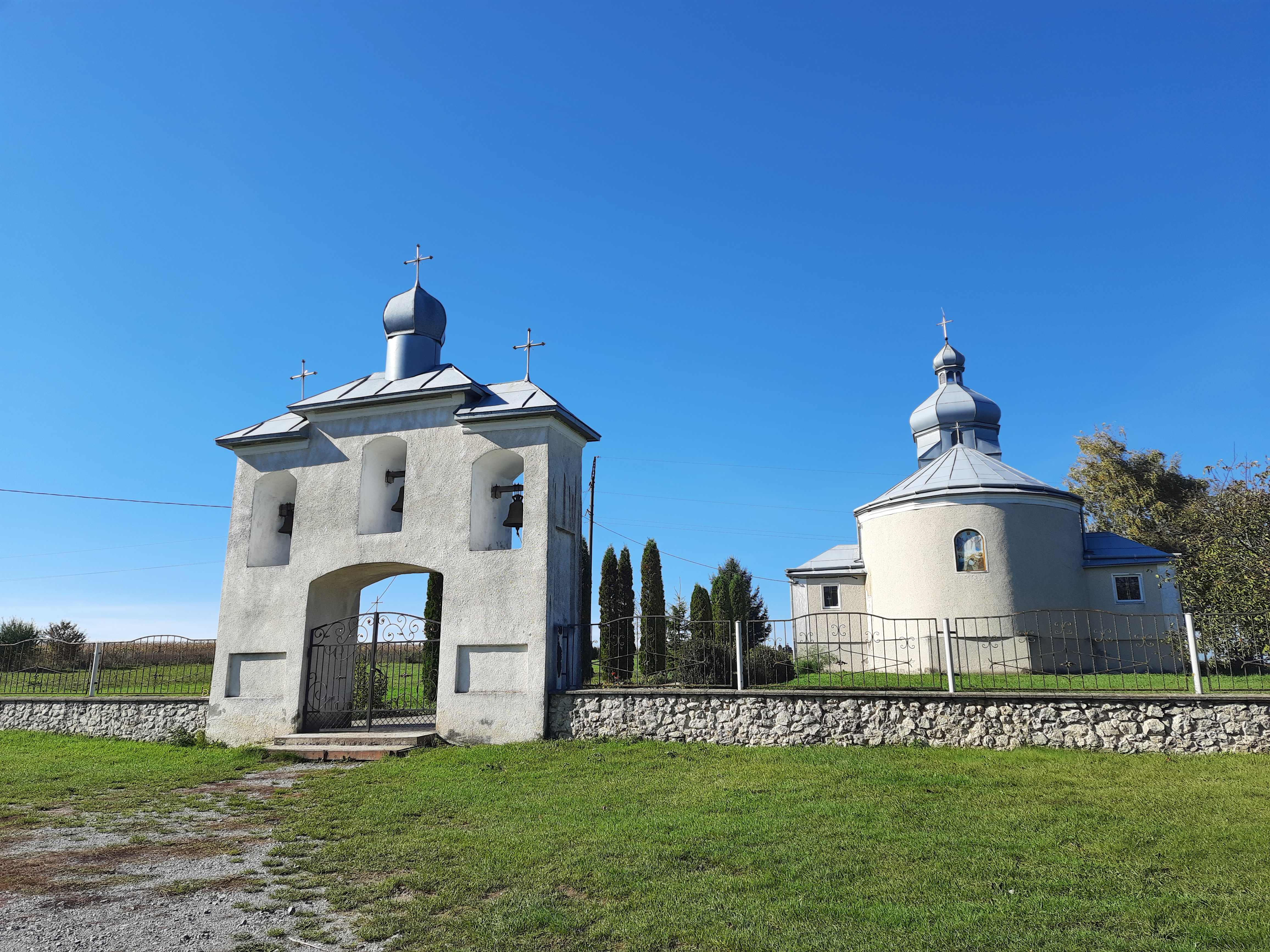
Церква святого священномученика Йосафата
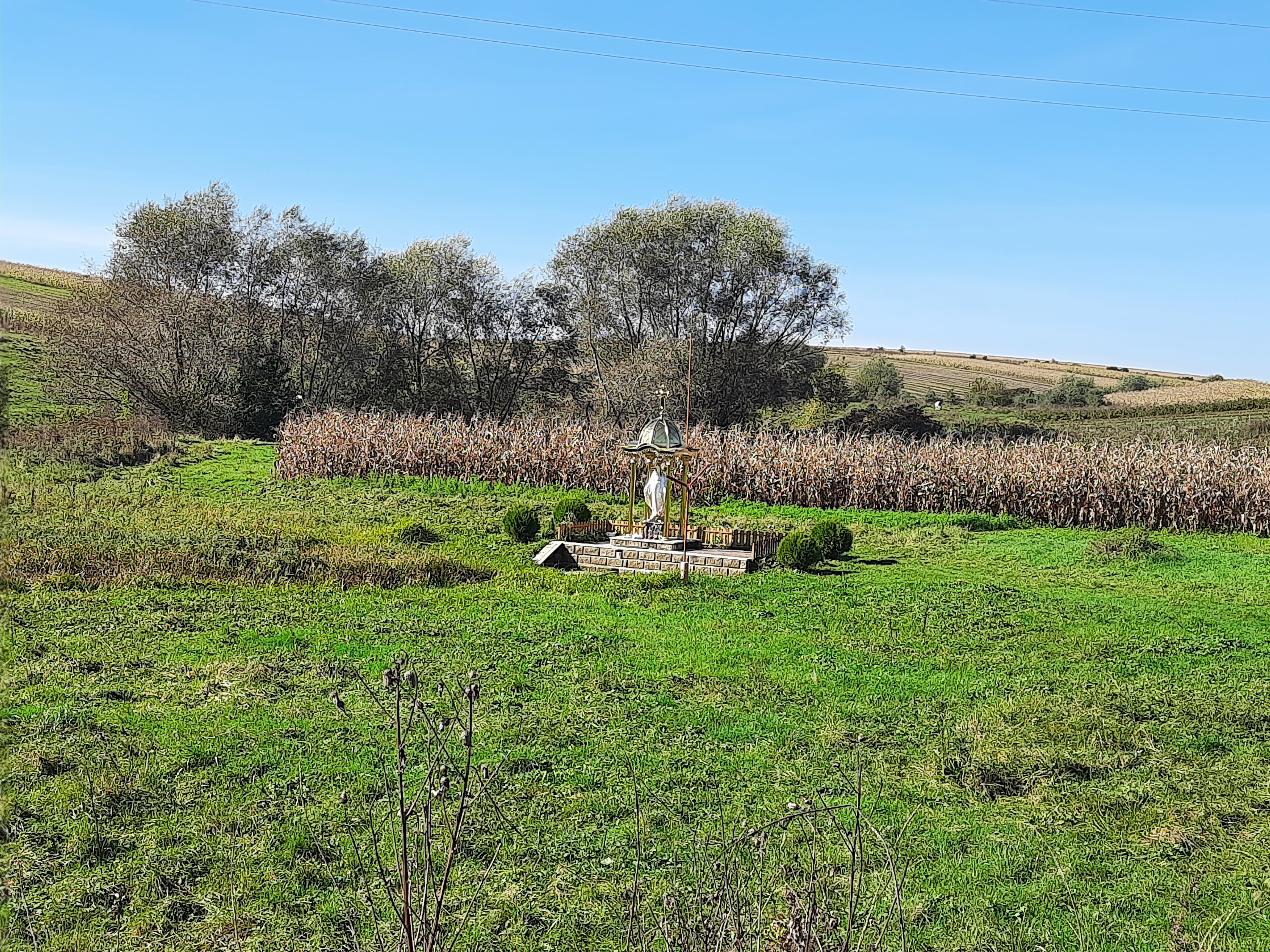
Статуя Божої Матері
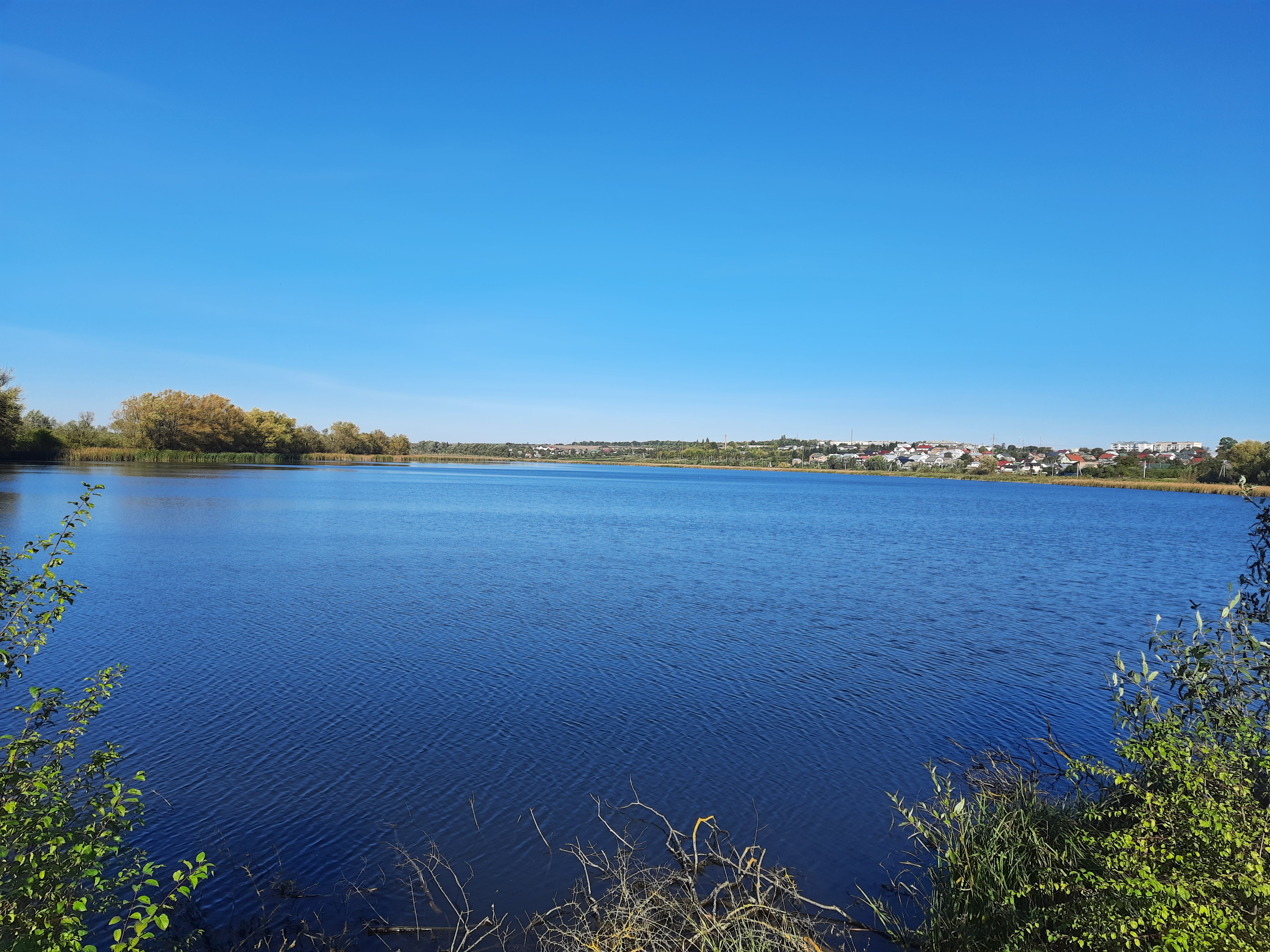
Став біля села